# Rozseč nad Kunštátem

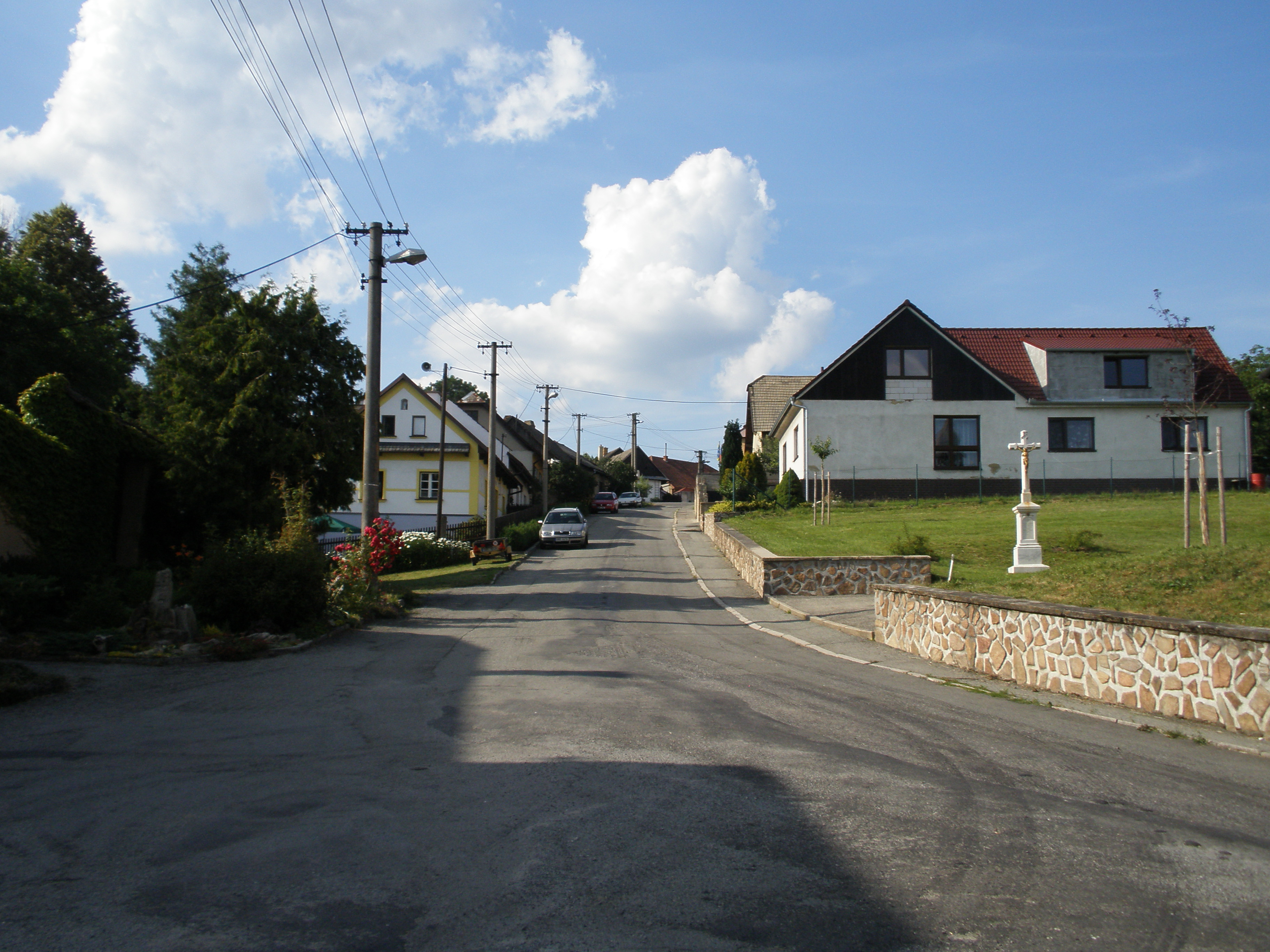
Rozseč nad Kunštátem

Rozseč nad Kunštátem (deutsch Rosetsch ob Kunstadt, früher Rossetsch) ist eine Gemeinde in Tschechien. Sie liegt fünf Kilometer nordwestlich von Kunštát und gehört zum Okres Blansko.

## Geographie
Rozseč nad Kunštátem befindet sich im Bergland der oberen Swratka, einem Teil der Böhmisch-Mährischen Höhe, in der Quellmulde des Baches Rozsečský potok. Das Dorf liegt an der Grenze zwischen den Naturparks Halasovo Kunštátsko und Svratecká hornatina. Durch Rozseč nad Kunštátem führt die Staatsstraße I/19. Nördlich erheben sich der Kamperk (Kammberg, 640 m) und Kocholík (651 m), im Süden der Kulíšek (692 m), südwestlich die Třešinka (651 m) und im Westen der Horničí (701 m).
Nachbarorte sind Rozsíčka im Norden, Sulíkov und Petrov im Nordosten, Rudka und Makov im Osten, Sychotín und Touboř im Südosten, Hluboké u Kunštátu und Tasovice im Süden, Josefov, Žalov und Hodonín im Südwesten, Čtyří Dvory, Prosetín und Louka im Westen sowie Křtěnov und Crhov im Nordwesten.

## Geschichte
Die erste schriftliche Erwähnung von Roseč erfolgte im Jahre 1350, als Jenec von Lomnice das Dorf an Smil von Kunstadt verkaufte. 1374 schrieb Heralt von Kunstadt die Güter in Makov, Sulíkov, Ústup, Rudka, Petrov, Rozsíčka sowie Anteile von Zbraslavec, Touboř, Sychotín und Roseč seiner Frau Jitka als Aussteuer zu. 1406 erbten deren Söhne Jiří und Heralt von Kunstadt den Besitz. Am Berg Horničí wurde im Mittelalter Silbererz gefördert. 1817 richtete das Dekanat Letovice in dem Dorf eine Schule ein. 1834 wurde am Dorfplatz ein Glockenturm errichtet. Roseč blieb bis zur Mitte des 19. Jahrhunderts immer der Herrschaft Kunštát untertänig.
Nach der Aufhebung der Patrimonialherrschaften bildete Rozeč ab 1850 eine Gemeinde in der Bezirkshauptmannschaft Boskovice.
1882 erfolgte der Bau der Straße von Kunštát über Makov nach Rozseč. Im selben Jahre kauften die Gemeinden Rozeč und Makov gemeinschaftlich das frühere Ortsgericht in Rozeč und bauten es zum Schulhaus um. Die Freiwillige Feuerwehr gründete sich 1884. Zum Ende des 19. Jahrhunderts führte die Gemeinde den Namen Roseč und ab 1910 Rozseč. In den 1930er Jahren erfolgte die Erweiterung des Ortsnamens um den Zusatz nad Kunštátem.
Mit Beginn des Jahres 1961 wurde Rozseč nad Kunštátem dem Okres Blansko zugeordnet. Bei Feldarbeiten wurden 1981 217 Silbergroschen gefunden, die älteste war ein im Jahre 1300 geprägter Prager Groschen, die jüngsten stammen aus der Zeit Wenzels IV. 1979 entstand der Kindergarten. In der Schule von Rozseč nad Kunštátem werden heute die Klassen 1–5 unterrichtet. Ab der 6. Klasse erfolgt der Unterricht in Olešnice oder Kunštát. Seit 2005 führt die Gemeinde ein Wappen und Banner.

## Gemeindegliederung
Für die Gemeinde Rozseč nad Kunštátem sind keine Ortsteile ausgewiesen. Zu Rozseč nad Kunštátem gehört die Einschicht Josefov (Josefow).

## Sehenswürdigkeiten

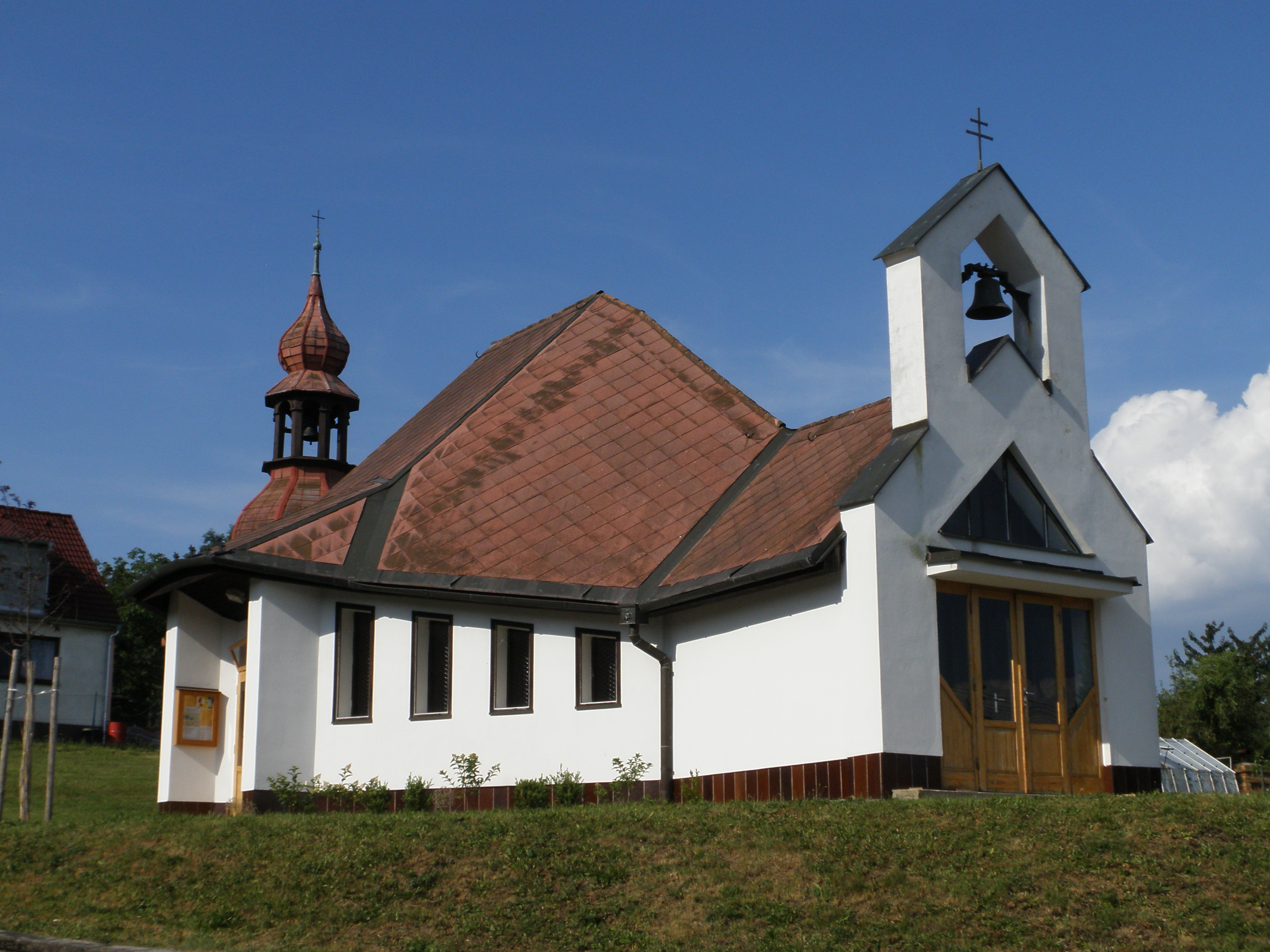
Kapelle des hl. Antonius

- Kirche des hl. Antonius von Padua, sie entstand in den Jahren 1991 bis 1992 nach Plänen von Mojmír Kyselka, die Weihe erfolgte 1992 durch Bischof Vojtěch Cikrle
- Kapelle des hl. Antonius von Padua, errichtet 1976 anstelle des baufälligen Glockenturmes
- Naturschutzgebiet Louky pod Kulíškem, Bachlauf am westlichen Fuße des Kulíšek, südlich des Dorfes
- Naturdenkmal Cukl a Rozsečské rašeliniště, am südwestlichen Ortsrand bei Josefov um die Teiche Bábina und Cukl

## Söhne und Töchter der Gemeinde
- František Bělehrádek (1867–1935), Pädagoge und Ehrenbürger der Gemeinde. Er war der Vater von Jan Bělehrádek.
- Stanislav Bělehrádek (* 1943), tschechischer Politiker und ehemaliger Minister